# Кайсар (женский футбольный клуб)
«Кайсар» (каз. Қайсар) — женский казахстанский футбольный клуб из города Кызылорда. В дебютном сезоне, в 2020 году проиграла все восемь матчей, с разницей голов 2:55. В чемпионате 2021 года также проиграла все свои матчи, с разницей голов 5:202. В 2022 году команда переименовалась в «Кайсар». 8 августа 2022 года зарабатывает первое очко в чемпионате Казахстана, сыграв нулевую ничью с шымкентским СДЮСШОР №17 , а 13 октября решением КФФ клубу присуждает техническую победу со счетом 3:0.

## Статистика в чемпионате
| Год  | Место  | И  | В | Н | П  | Мячи    |
| ---- | ------ | -- | - | - | -- | ------- |
| 2020 | 5 из 5 | 8  | 0 | 0 | 8  | 2 − 55  |
| 2021 | 6 из 6 | 20 | 0 | 0 | 20 | 5 − 202 |
| 2022 | 6 из 6 | 20 | 1 | 1 | 18 | 7 − 131 |